# Cassius (Band)
Cassius war ein französisches French-House-Duo. Es bestand aus Zdar (Philippe Cerboneschi; † 2019) und Boom Bass (Hubert Blanc-Francard) und wurde im Jahr 1990 gegründet.

## Karriere
Zdar und Boom Bass begannen ihre Zusammenarbeit im Jahr 1988, als sie den französischen Hip-Hop-Sänger MC Solaar produzierten. Anfang 1990 gründeten sie zuerst das Projekt La Funk Mob. Im gleichen Jahr entstand zusammen mit Étienne de Crécy das Motorbass-Projekt, mit dem sich die beiden der elektronischen Musik zuwandten.
1996 kreierten sie unter dem endgültigen Bandnamen Cassius ihre erste auch im Ausland veröffentlichte Single Foxxy. Der Track hatte großen Erfolg, und es gab sogar Remixversionen von Daft Punk und Air, mit denen zusammen Cassius – neben weiteren Acts wie Stardust oder Modjo – den damals populär werdenden französischen Disco-Sound prägten. Im Jahr 1999 wurde die erste Mainstream-Single Cassius 1999 aus dem gleichnamigen Album, welches beim Virgin-Sublabel Astralwerks erschien, ausgekoppelt. Die Single landete auf Platz sieben der britischen Charts. In den deutschen Singlecharts kam die Single Feeling for You trotz guten Anklangs in Diskotheken lediglich auf Platz 76.
2002 wurde das sehr erfolgreiche Album Au Rêve veröffentlicht, das unter anderem die Single I’m a Woman in Kollaboration mit Jocelyn Brown enthielt. The Sound of Violence, aufgenommen mit Steve Edwards, erreichte sogar Platz 1 der US-Dance-Charts. Außerdem arbeiteten Zdar und Boom Bass mit dem Wu-Tang-Clan-Mitglied Ghostface Killah und Leroy Burgess zusammen. Nachdem im Spätsommer 2006 die Single Toop Toop erschienen war, folgte im Herbst desselben Jahres das dritte Album 15 Again, auf dem im Song Eyewater der US-amerikanische R&B-Sänger/-Produzent Pharrell Williams einen Gastauftritt hatte.
Zdar veröffentlichte im September 2007 zusammen mit Eyerer and Chopstick die Single Make My Day (Haunting), welche in den Clubs hohe Resonanz erfuhr.
Wenige Tage vor der Veröffentlichung des Cassius-Albums Dreems verunglückte Zdar im Juni 2019 im Alter von 52 Jahren tödlich.

## Diskografie

### Alben
| Jahr | Titel        | Höchstplatzierung, Gesamtwochen, AuszeichnungChartplatzierungen (Jahr, Titel, Platzierungen, Wochen, Auszeichnungen, Anmerkungen) | Höchstplatzierung, Gesamtwochen, AuszeichnungChartplatzierungen (Jahr, Titel, Platzierungen, Wochen, Auszeichnungen, Anmerkungen) | Höchstplatzierung, Gesamtwochen, AuszeichnungChartplatzierungen (Jahr, Titel, Platzierungen, Wochen, Auszeichnungen, Anmerkungen) | Anmerkungen                              |
| Jahr | Titel        | FR | CH | UK | Anmerkungen                              |
| ---- | ------------ | --- | --- | --- | ---------------------------------------- |
| 1999 | Cassius 1999 | FR31 (6 Wo.)FR | — | UK28 (5 Wo.)UK | Erstveröffentlichung: 25. Januar 1999    |
| 2002 | Au Rêve      | FR54 (6 Wo.)FR | — | — | Erstveröffentlichung: 17. September 2002 |
| 2006 | 15 Again     | FR44 (14 Wo.)FR | — | — | Erstveröffentlichung: 11. September 2006 |
| 2016 | Ibifornia    | FR33 (4 Wo.)FR | CH59 (1 Wo.)CH | — | Erstveröffentlichung: 26. August 2016    |
| 2019 | Dreems       | FR30 (4 Wo.)FR | CH81 (1 Wo.)CH | — | Erstveröffentlichung: 21. Juni 2019      |

### EPs
- 2010: The Rawkers (ED Banger Records)

### Singles
| Jahr | Titel Album                   | Höchstplatzierung, Gesamtwochen, AuszeichnungChartplatzierungen (Jahr, Titel, Album, Platzierungen, Wochen, Auszeichnungen, Anmerkungen) | Höchstplatzierung, Gesamtwochen, AuszeichnungChartplatzierungen (Jahr, Titel, Album, Platzierungen, Wochen, Auszeichnungen, Anmerkungen) | Höchstplatzierung, Gesamtwochen, AuszeichnungChartplatzierungen (Jahr, Titel, Album, Platzierungen, Wochen, Auszeichnungen, Anmerkungen) | Höchstplatzierung, Gesamtwochen, AuszeichnungChartplatzierungen (Jahr, Titel, Album, Platzierungen, Wochen, Auszeichnungen, Anmerkungen) | Anmerkungen                                                       |
| Jahr | Titel Album                   | FR | DE | CH | UK | Anmerkungen                                                       |
| ---- | ----------------------------- | --- | --- | --- | --- | ----------------------------------------------------------------- |
| 1999 | Cassius 1999                  | FR17 (19 Wo.)FR | — | — | UK7 (9 Wo.)UK | Erstveröffentlichung: 12. April 1999                              |
| 1999 | Feeling for You Cassius 1999  | FR72 (10 Wo.)FR | DE76 (4 Wo.)DE | — | UK16 (4 Wo.)UK | Erstveröffentlichung: 3. August 1999                              |
| 1999 | La mouche Cassius 1999        | — | — | — | UK53 (2 Wo.)UK | Erstveröffentlichung: 18. Oktober 1999                            |
| 2002 | I’m a Woman Au Rêve           | — | — | CH63 (4 Wo.)CH | — | feat. Jocelyn Brown / Erstveröffentlichung: 15. Juni 2002         |
| 2002 | The Sound of Violence Au Rêve | — | — | CH79 (3 Wo.)CH | UK49 (2 Wo.)UK | feat. Steve Edwards / Erstveröffentlichung: 10. Oktober 2002      |
| 2006 | Toop Toop 15 Again            | FR39 (15 Wo.)FR | — | CH76 (2 Wo.)CH | — | Erstveröffentlichung: 14. Juli 2006                               |
| 2010 | I <3 U So The Rawkers         | FR47 (2 Wo.)FR | — | — | UK52 (3 Wo.)UK | Erstveröffentlichung: 1. August 2010                              |
| 2016 | Action Ibifornia              | FR114 (1 Wo.)FR | — | — | — | feat. Cat Power & Mike D / Erstveröffentlichung: 13. Februar 2016 |
| 2016 | The Missing Ibifornia         | FR124 (1 Wo.)FR | — | — | — | feat. Ryan Tedder & Jaw / Erstveröffentlichung: 8. Juni 2016      |

Weitere Singles
- 1996: Foxxy, (Cassius)
- 1996: Foxxy Lady, (Cassius)
- 2003: Thrilla (feat. Ghostface Killah) (Virgin)
- 2007: Rock Number One (Virgin)
- 2007: Eye Water (feat. Pharrell Williams) (Virgin – Download-Single)
- 2009: Youth, Speed, Trouble, Cigarettes (Virgin)
- 2019: Don’t Let Me Be (feat. Owlle, Justice / Love Supreme)
- 2019: Rock Non Stop (Justice / Love Supreme)

### EPs
- 2010: The Rawkers (ED Banger Records)

## Trivia
Der bekannteste Hit Feeling for You von 1999 basiert auf einem Sample und der Bassline von All This Love That I’m Giving, gesungen von Gwen McCrae.